# Supernova
Supernova je katastrofična eksplozija zvijezde pri kojoj se oslobađa dovoljno energije da supernova svojim sjajem zasjeni ostatak galaksije. To su "nove" (od latinske riječi za "nov"), jer se antičkim astronomima koji nisu imali teleskopa činilo da su to nove zvijezde). Prvu od njih spomenuo je grčki astronom Hiparh (190—120. p.h.e.).
Pored energije elektromagnetskog zračenja, mnogo više energije se oslobodi u vidu kinetičke energije čestica i u vidu neutrina. Supernova se događa kada masivna zvijezda potroši svoje nuklearno gorivo, pri čemu jezgra postaje nestabilna, pa kolapsira. 
Slična ovoj pojavi je nova, koja se od supernove razlikuje po tome što ju zvijezda može proizvesti više puta, a pri tom se ne radi o eksploziji cijele zvijezde, nego samo njenog vanjskog sloja, koji obično iznosi oko stotisućitog dijela mase zvijezde. Po svršetku nove sjaj zvijezde se vraća na uobičajenu razinu.
Za razliku od nove, supernova je eksplozija kvazitotaliteta mase zvijezde, te se njen sjaj ne vraća na prijašnju razinu, nego od zvijezde preostaje samo neutronska zvijezda (pulsar) ili zvijezda kolabrira u crnu rupu, ako joj je masa prije supernove bila veća od najmanje trostruke mase Sunca. 

## Učestalost supernova
Supernove se ne pojavljuju često; samo jedna na stotinu zvijezda sposobna je eksplodirati kao supernova, samo su rijetke od njih u konačnoj fazi svoga životnog vijeka, a još su rjeđe dovoljno blizu da bi se mogle vidjeti kao neuobičajeno blistave zvijezde. (Prije no što je izumljen teleskop samo se izvanredno blistava zvijezda mogla nametnuti pažnji promatrača kao nešto što se pojavilo tamo gdje prije nije bilo vidljive zvijezde.) Ipak se supernove mogu pojaviti, i u prošlosti se to događalo — bez upozorenja, naravno.

## Supernove kroz povijest
Jedna značajna supernova koja se pojavila na nebu u povijesnim vremenima pokazala se 4. srpnja 1054. — nesumnjivo najkolosalniji poznati vatromet koji je ikada proslavio američki Dan neovisnosti, iako 722 godine prije samog događaja. Tu supernovu iz 1054. primijetili su kineski astronomi, ali europski i arapski astronomi nisu je zapazili.
Ta se supernova pojavila kao nova zvijezda, blješteći u zviježđu Bika žestinom koja je nadmašila sjaj Venere. Ništa na nebu nije bilo sjajnije od nove zvijezde, osim Sunca i Mjeseca. Bila je tako blistava da se mogla vidjeti danju — i to ne samo kratkotrajno, već dan za danom u razdoblju od tri tjedna. Tada je polako počela blijediti; ali prošle su skoro dvije godine prije no što je postala suviše blijedom da bi se mogla vidjeti golim okom.
Na mjestu koje su stari grčki astronomi označili kao područje toga neobičnog pomola zvijezde, danas se nalazi nemiran oblak plina nazvan "Rakovica" ili "Rakova maglica", promjera oko 13 svjetlosnih godina. Švedski astronom Knut Lundmark prvi je 1921. napomenuo da bi to mogao biti preživjeli ostatak supernove iz 1054. Plinovi Rakove maglice još se kreću prema van brzinom koja, izračunata unatrag, pokazuje da se eksplozija koja ih pokreće dogodila otprilike baš u vrijeme pojave nove zvijezde.
Sjajna kakva je bila na nebu 1054. godine, ta supernova nije odaslala na Zemlju više od stomilijuntog dijela svjetlosti Sunca, a to teško da je dovoljno za ma kakvo djelovanje na ljudska bića, osobito zato što je na toj razini ostala samo nekoliko tjedana.
No, nije važna samo ukupna svjetlost, već i distribucija. Naše Sunce oslobađa vrlo aktivno zračenje u obliku X-zraka, ali supernova ima mnogo veći postotak svoje energije zračenja u području X-zraka. To isto vrijedi i za kozmičke zrake, drugi oblik visokoenergetskoga zračenja.
Ukratko, iako je svjetlost supernove iz 1054. bila tako blijeda u usporedbi sa Suncem, ona je bila mogla nadmašiti Sunce svojom proizvodnjom X-zraka i kozmičkih zraka usmjerenih na Zemlju, barem u početnim tjednima eksplozije.
Naravno, Rakova maglica nije nam vrlo blizu. Udaljena je oko 6500 svjetlosnih godina.  Još blistavija supernova pojavila se 1006. Prema izvještajima kineskih promatrača, činilo bi se da je vjerojatno bila čak sto puta sjajnija od Venere, uz odgovarajuću količinu svjetlosti punog Mjeseca. Spominje se čak i u nekoliko europskih kronika. Bila je udaljena samo 4000 svjetlosnih godina.
Nakon 1054. na našem su nebu bile samo dvije vidljive supernove. Godine 1572. pojavila se u zviježđu Kasiopeja supernova koja je bila gotovo tako blistava kao ona iz 1054., ali bila je i dalje u svemiru. Konačno, jedna supernova javila se u zviježđu Zmija 1604.; bila je znatno manje blistava od ostalih triju spomenutih, ali također i znatno udaljenija.
Neke supernove mogle su se pojaviti u našoj galaksiji i nakon 1604. te ostati nevidljive, skrivene iza prostranih oblaka prašine i plina koji zabrtvljuju vanjske rubove galaksije. No, ostatke supernova možemo otkriti u obliku prstenova prašine i plina, kao što je npr. Rakovica, ali obično rjeđih i širih, koji nagovještavaju supernove što su eksplodirale ostavši nezapažene, ili zato što su bile skrivene ili zato što su se zbile daleko unatrag u vremenu.
Nekoliko snopića plina otkrivenih emitiranjem mikrovalova i nazvanih Kasiopeja A čini se da označava supernovu koja je eksplodirala potkraj 1600-tih godina. Ako je tako, tada je to posljednja supernova za koju se zna da je eksplodirala u našoj galaksiji, iako se u ono doba nije mogla vidjeti. Ta je eksplozija mogla biti znatno spektakularnija od supernove iz 1054. promatrana iz iste udaljenosti, ako se prosuđuje prema zračenju što ga sada emitira njezin ostatak. Ona je, međutim, bila udaljena 10000 svjetlosnih godina, tako da vjerojatno ne bi bila mnogo sjajnija od prethodne — da se je mogla vidjeti.
Jedna supernova spektakularnija od svih koje su se vidjele u povijesnim vremenima bljesnula je na nebu možda prije 11000 godina, u vrijeme kad su, u nekim dijelovima svijeta, ljudska bića bila pred skorim otkrivanjem ratarstva. Danas je od te supernove ostao plašt plina u zviježđu Jedro kojega je 1939. prvi otkrio astronom Otto Struve. Taj je plašt nazvan Gumovom maglicom (prema australskom astronomu Colinu S. Gumu koji ga je prvi podrobno proučavao u 1950-im godinama).
Središte plašta udaljeno je od nas samo 1 500 svjetlosnih godina; to znači da je, od svih poznatih supernova, ta eksplodirala najbliže nama. Jedan rub toga plinovitog plašta koji se još širi i stanjuje udaljen je od nas samo 300 svjetlosnih godina. Do nas bi mogao doći za otprilike 4000 godina, ali tada će to biti tako rijetko raspršena materija da nas neće moći pogoditi ni na koji značajniji način. Kad je ta obližnja supernova eksplodirala, na svojem je vrhuncu nekoliko dana mogla biti tako sjajna kao puni Mjesec, pa možemo zavidjeti onim prethistorijskim ljudskim bićima koja su bila svjedocima tog veličanstvenog prizora.

## Vrste supernova

### Tip Ia
Supernove Tip Ia nastaju u dvojnim zvjezdanim sustavima. Zvjezdani sustav koji može proizvesti Tip Ia supernovu mora za člana imati barem jednog bijelog patuljka. Preduvijet za nastanak supernove je taj da bijelog patuljka mora biti veća 1.38 sunčevih masa (oko 2.85x1030kg), jer su takvi bijeli patuljci dovoljno nestabilni kako bi se u njima mogla odigrati kolosalna eksplozija. Ako je masa manja bijeli patuljak će proizvesti novu, znatno manje sjajnu eksploziju. Tip Ia supernove karakterizira jaka spektralna linija ioniziranog silicija na 615nm pri maksimalnom sjaju.
Proces nastanka supernove Tip Ia je sljedeći: bijeli patuljak mase veće od 1,38 masa Sunca kruži blizu zvijezde u završnom stadiju evoluciju, najčešće crvenog diva. Zbog niskog ubrzanja sile teže na površini crvenog diva, bijeli patuljak svojom gravitacijom uspijeva polagano "krasti" materiju crvenog divu. Pritom dolazi do gubitka kutnog momenta i dvije zvijezde se polagano spiralno približavaju jedna drugoj što kao posljedicu dovodi do ubrzanja prenosa mase na bijelog patuljka. Kada masa bijelog patuljka naraste unutar 1% od Chandrasekharove granice od 1,44 solarne mase, počinje proces sabijanja bijelog patuljka. Taj bi proces završio pretvaranjem bijelog patuljka u neutronsku zvijezdu, kao što se događa s bijelim patuljcinma koji se sastoje uglavnom od magnezije, neona i argona. U slučajevima kada je bijeli patuljak od ugljika i kisika zbog rasta temperature i tlaka uzrokovanih urušavanjem u veoma kratkom roku u bijelom patuljku se počnu odigravati fuzioniranje ugljika i kisika. Fuzijski procesi naglo podižu temperaturu u središtu patuljka na više od milijardu stupnjeva celzijevih, ali kako se patuljak sastoji od degeneririrane materije koja ne prenosi dobro toplinu patuljak se ne može polagano proširiti (kao crveni div), već se ta energija naglo oslobađa u eksploziji koja uništava zvijezdu kada ona pređe kritičnu granicu od 1 - 2x1044 J. Prilikom eksplozije materija koja je sačinjavala zvijezdu biva izbačena brzinama do 20.000 km/s.
Eksplozije bijelog patuljka su zbog navedenih ograničenja (Chandrasekharova granica i svojstva degenerirane tvari) poprilično uniformne. Maksimalni apsolutni sjaj eksplozije je uvijek -19,3 magnituda (oko 5 milijarda puta sjajnije od Sunca) s malo varijacija. Upravo zbog ovog svojstva supernove tipa Ia su postale tzv. standardne svijeće u astronomiji i veoma su korisne za određivanje udaljenosti drugih galaksija. Činjenica da su jedne od najsjajnijih pojava u Svemiru samo nadograđuje njihovu korisnost jer se mogu promatrati na velikim udaljenostima.
Otkrivene su i supernove tip Ia koje nastaju prilikom sudara bijelog patuljka s drugom zvijezdom. Iako su takvi slučajevi rijetki, ipak je primjećeno kako trenutne teorije ne objašnjavaju pojave uočene kod nekih Tip Ia supernova. Mogućnost nastanka supernova iz sudara bijelog patuljka s drugom zvijezdom ili drugim bijelim patuljkom dovodi u pitanje njihovu upotrebu kao standardne svijeće.

### Tip Ib i Ic
Supernove Tipa Ib i IC nastaju prilikom kolapsa jezgre masivne zvijezde koja je izgubila vanjske slojeve od vodika. U usporedbi s Tip Ia supernovama, njima nedostaje spektralna linija silicija, manje su sjajne i crvenije, iako imaju sličan izgled krivulje sjaja. Zvijezda od koje je potekla Tip Ib ili Ic supernova je svoje vanjske slojeve mogla izgubiti zbog kataklizmičkih procesa u zvijezdi ili zbog interakcije sa susjednom zvijezdom. Tip Ib i Ic supernove razlikuju se po tome što je dnevni pad sjaja manji kod Ib supernova.
Zbog sličnosti krivulja sjaja sa supernovama tipa Ia, tip Ib i Ic supernove potrebno je detaljno promatrati kako se ne bi slučajno koristile kao standardne svijeće.

### Tip II
Supernove Tip 2 nastaju kada se zvijezda 9 puta masivnija od Sunca uruši sama u sebe. Uzrok urušavanja je nemogućnost održavanja hidrostatske ravnoteže zbog fuzioniranja teških elemenata. Rezultat kolapsa zvijezde je taj da njena jezgra biva sabijena u neutronsku zvijezdu.

## Potencijalne opasnosti za Zemlju
Ipak je čak i Vela supernova bila udaljena 1 500 svjetlosnih godina. Postoje zvijezde koje se nalaze na manje od stotog dijela te udaljenosti. Što ako neka zvijezda koja nam je doista blizu neočekivano postane supernova? Pretpostavimo da se jedna zvijezda iz Alpha Centaurija, udaljena samo 4,4 svjetlosne godine, pretvori u supernovu — što tada? Kad bi sjajna supernova, pojavljujući se, bljesnula na udaljenosti od 4,4 svjetlosne godine, u punom sjaju, buknula bi 1 /6 svjetlosti i topline Sunca i nekoliko bi tjedana trajao toplinski val kakvoga Zemlja nikada nije iskusila.
Pretpostavimo da supernova bljesne u doba Božića, kao najsjajnija Betlehemska zvijezda koja je ikad postojala. U to doba godine na južnoj bi polukugli bio ljetni solsticij i Antarktik bi bio potpuno izložen stalnom Sunčevu svjetlu. Sunce bi, jasno, bilo slabo jer je na Antarktiku ono blizu horizontu čak i za solsticija. No, supernova Alpha Centaurija bila bi visoko na nebu i dodala bi svoju doista značajnu toplinu toplini Sunca. Antarktička ledena kapa morala bi pretrpjeti štetu. Opseg topljenja bio bi nečuveno velik i razina mora znatno bi porasla, s katastrofalnim učincima u mnogim dijelovima svijeta. Uz to, razina mora ne bi se povukla brzo nakon što se supernova ohladi. Bile bi potrebne godine da se opet uspostavi ravnoteža.
Uz to, Zemlja bi bila okupana X-zrakama i kozmičkim zrakama, i to intenzitetima koje vjerojatno nikad prije nije primila, a nakon nekoliko godina obavio bi je oblak prašine i plina, gušći od ikojeg s kojim se ikada srazila. 
No, to se ne može dogoditi. Sjajnija zvijezda binarnoga sustava Alpha Centauri ima otprilike istu masu kao i Sunce i ne može eksplodirati kao divovska supernova, ili kao bilo kakva supernova, ništa više no što to može naše Sunce. Najviše što Alpha Centauri može postati jest da se pretvori u crvenog diva, izbaci dio svojih vanjskih slojeva u obliku planetarne maglice i zatim se skupi u bijelog patuljka.
Mi ne znamo kad će se to dogoditi zato što ne znamo koliko je stara, ali može se dogoditi tek nakon što se pretvori u crvenog diva; a čak i kad bi se to počelo događati sutra, ona bi vjerojatno ostala u fazi crvenoga diva nekoliko stotina milijuna godina.
Koja je, dakle, najmanja udaljenost na kojoj bismo možda mogli naći neku supernovu?
Ponajprije, moramo tražiti masivnu zvijezdu; zvijezdu koja je 8 puta masivnija od Sunca, s tim da je to apsolutni minimum, i zvijezdu koja je znatno masivnija od toga želimo li doista veliki prizor. Te masivne zvijezde nisu brojne i to je glavni razlog zašto se supernove ne javljaju češće. (Procijenjeno je da u galaksiji velikoj poput naše može negdje nastati u prosjeku jedna supernova svakih 150 godina i, naravno, rijetke će među njima biti čak i umjereno blizu nama.)
Najbliža masivna zvijezda je Sirius s masom 2,1 puta većom od Sunčeve, a udaljena je 8,63 svjetlosne godine; to je otprilike dvostruka udaljenost do Alpha Centaurija. Čak i s tom masom, Sirius nije u stanju stvoriti doista spektakularnu supernovu. Jednoga će dana, dakako, eksplodirati, ali to će biti prije pištolj nego top. Osim toga, Sirius se nalazi na glavnom nizu. Zbog njegove mase, njegov ukupni vijek trajanja na glavnom nizu iznosi samo oko 500 milijuna godina, a nešto je od tog vremena nedvojbeno isteklo. No, ono što je ostalo, uz dodatak faze crvenoga diva, mora značiti da je eksplozija i opet odgođena za nekoliko stotina milijuna godina.
Koja je, dakle, najbliža masivna zvijezda već u fazi crvenoga diva?
Najbliži crveni div je Scheat u zviježđu Pegaz. Udaljen je samo oko 160 svjetlosnih godina, a promjer mu je oko 110 puta veći od Sunčeva. Ne znamo kolika je njegova masa, ali ako je to njegov najveći opseg, masa je samo nešto malo veća od Sunčeve te neće prijeći u fazu supernove. Ako je, s druge strane, masivniji od Sunca i ako se još širi, njegova faza supernove još je odgođena za dugo vremena.
Najbliži doista veliki crveni div je Mira u zviježđu Cetus (Kit). Njegov je promjer 420 puta veći od Sunčeva; ako bismo zamislili da se nalazi na mjestu Sunca, njegova bi površina bila smještena u najdaljem dosegu asteroidnog pojasa. Njegova masa mora da je znatno veća od Sunčeve, a udaljen je od nas oko 230 svjetlosnih godina.
Postoje još tri crvena diva koja su veća od toga, a uz to nisu mnogo udaljeniji. To su Betelgeuse u Orionu, Antares u Škorpionu i Ras Algethi u Herkulu. Svi su oni udaljeni oko 500 svjetlosnih godina.